# رول (اکلاهما)
رول (به انگلیسی: Roll) یک منطقهٔ مسکونی در ایالات متحده آمریکا است که در شهرستان راجر میلز، اکلاهما واقع شده‌است. رول ۶۹۱٫۹ متر بالاتر از سطح دریا واقع شده‌است.